# شهرام شاه‌حسینی
شهرام شاه‌حسینی (زادهٔ ۴ اسفند ۱۳۵۲ در تهران) کارگردان ایرانی سینما و تلویزیون است. او فعالیت سینمایی خود را از سال ۱۳۷۴ با فیلم مادرم گیسو آغاز کرد.

## زندگی‌نامه
شهرام شاه حسینی متولد ۴ اسفند ۱۳۵۲ در تهران است. سینما را با دستیار کارگردانی فیلمسازانی همچون رسول ملاقلی‌پور، سیامک شایقی و بهرام بیضایی آغاز کرد. او در این سال‌ها چند فیلم کوتاه نیز مقابل دوربین برد که از آن‌ها می‌توان به "چند کیلومتر جلوتر" و به طعم خاک" اشاره کرد.

## بازیگر
- هشت و نیم دقیقه (۱۳۹۵)
- کمکم کن (۱۳۷۷)

## سینما

### کارگردان
- هفته‌ای یک‌بار آدم باش (۱۳۹۹)
- کمین (۱۳۹۳)
- خانه دختر (۱۳۹۳)
- کلاف (۱۳۹۳)
- آقای هفت رنگ (۱۳۸۷)
- زن‌ها فرشته‌اند (۱۳۸۶)
- کلاغ‌پر (۱۳۸۶)

### دستیار کارگردان
- لاک پشت‌ها هم پرواز می‌کنند (۱۳۸۳)
- معادله (۱۳۸۲)
- بهشت آبی (۱۳۸۰)
- تو آزادی (۱۳۷۹)
- سگ کشی (۱۳۷۸)
- دختران خورشید (۱۳۷۸)
- شراره (۱۳۷۸)
- کمکم کن (۱۳۷۷)
- هیوا (۱۳۷۷)
- نجات یافتگان (۱۳۷۴)
- سفر به چذابه (۱۳۷۴)
- مادرم گیسو (۱۳۷۴)

## تلویزیون

### کارگردان
- پرگار (۱۳۹۹)
- پرستاران (۱۳۹۶)
- هشت و نیم دقیقه (۱۳۹۵)
- همه چیز آنجاست (۱۳۹۳)
- پیدا و پنهان (۱۳۹۱)
- مثل یک کابوس (۱۳۹۰)
- تاوان (۱۳۸۸)

### دستیار کارگردان
- باغچه مینو (۱۳۸۲) - رضا صفدری
- بدون شرح (۱۳۸۱) - مهدی مظلومی
- زیر آسمان شهر (۱۳۸۰) - مهران غفوریان
- پدر خاک (۱۳۷۹) - نادر کجوری

## نمایش خانگی
- می‌خواهم زنده بمانم (۱۳۹۹)
- رهایم کن (۱۴۰۱)
- کندو(۱۴۰۴)

### فیلم‌های کوتاه
- با چراغهای خاموش
- سه کیلومتر جلوتر
- به طعم خاک

### تله فیلم
- سایه‌های بلند گناه
- پلاک هفت کوچه پاییز
- برهوت

## جوایز
- سیمرغ بلورین بهترین فیلم کوتاه از جشنواره بیست و یکم برای فیلم کوتاه به طعم خاک
- تندیس جشن خانه سینما بهترین فیلم کوتاه برای فیلم کوتاه به طعم خاک
- تندیس برگ زیتون بهترین فیلم داستانی و تندیس برگ زیتون بهترین کارگردانی برای فیلم کوتاه «چند کیلومتر جلوتر» از نخستین جشن سینمای آزاد مهر ماه ۱۳۸۱